# Ministère de l'Élevage, des Pêches et des Industries animales
Le ministère de l’Élevage, des Pêches et des Industries animales (anglais : Ministry of Livestock, Fisheries and Animal Indistries) est la structure de l'administration camerounaise responsable de l'élaboration et de la mise en œuvre de la politique du gouvernement en matière l'élevage, des pêches et du développement des industries animales et halieutiques. Il est dirigé par un ministre, membre du gouvernement camerounais. Le ministère est situé à Yaoundé, capitale politique du Cameroun.

## Histoire
Le ministère de l'Élevage, des Pêches et des Industries animales a été créé en 1978. Il succède au ministère de l'Élevage et des Industries animales créé en 1972 et au ministère de l'Élevage, créé en 1959.

## Missions
Le ministère de l'Élevage, des Pêches et des Industries animales est charge de :
- L’élaboration, de la planification et de la réalisation des programmes gouvernementaux dans les domaines de l’élevage, de la pêche et des industries animales et halieutiques ;
- L’élaboration de la réglementation et du suivi des normes, ainsi que de leur application en matière d’élevage, de pêche, d’industries animales et halieutiques ;

des études et recherches en vue du renouvellement des ressources animales, halieutiques et piscicoles, en liaison avec le ministère de la Recherche scientifique et de l’Innovation ;
- L’amélioration quantitative et qualitative de la production et des rendements dans les secteurs de l’élevage et des pêches ;
- La promotion des investissements dans les domaines de l’élevage et de la pêche, en liaison avec le ministère de l’Économie, de la Planification et de l’Aménagement du territoire et le ministère des Mines, de l’Industrie et du Développement technologique ;
- L’amélioration du contrôle sanitaire en matière de pêche maritime, fluviale et piscicole ;
- La salubrité des denrées d’origine animale, halieutique et piscicole ;
- La protection des ressources maritimes et fluviales ;
- L’encadrement technique dans les domaines concernés ;
- L’application des mesures visant à la conservation, au développement et à l’exploitation des animaux d’élevage et des produits de la pêche ;
- La collecte, de la production et de l’analyse des statistiques dans les domaines de l’élevage, de la pêche, des industries animales et halieutiques ;
- Le suivi des organisations professionnelles exerçant dans les domaines de l’élevage et de la pêche ;
- Le suivi de la formation des ressources humaines dans les domaines concernés en relation avec les autres administrations intéressées ;
- Le suivi des écoles et centres de formation des personnels en médecine vétérinaire et dans les métiers concernés, à l’exclusion des établissements relevant des Ministères chargés des questions d’enseignement.

## Structures sous tutelle
Le ministère de l'élevage, des pêches et des industries animales exerce la tutelle sur les structures suivantes :
- La Société de développement et d'exploitation des productions animales (SODEPA) : Elle a été créée par décret présidentiel le 8 mars 1974[3]. Sa mission est : l'acquisition, la création, l'administration, l'exploitation et le développement de toutes les entreprises d'élevage bovin. Son siège social est à Yaoundé[4].
- La Mission de développement de la pêche artisanale maritime (MIDEPECAM) : créée en 1977 par décret présidentiel, la MIDEPECAM est chargée du soutien technique et logistique aux projets des opérateurs privés artisanaux, notamment la construction et l'équipement des infrastructures, la fourniture et l'entretien du matériel et le ravitaillement des pêcheurs[5].
- LANAVET (Laboratoire national vétérinaire) est une société à capital public ayant pour unique actionnaire l’État du Cameroun. Elle a été créée par décret le 8 octobre 1983[6]. Les missions du LANAVET sont[7] : la production et la commercialisation des vaccins et des médicaments ; l’analyse des prélèvements biologiques en vue de poser le diagnostic ; l’étude des maladies animales ; la surveillance des épizooties ; la formation des cadres et techniciens ; la collaboration scientifique avec les organismes nationaux et internationaux.

## Liste des ministres
| Années               | Noms et prénoms    | Ministère                                                     |
| -------------------- | ------------------ | ------------------------------------------------------------- |
| 2011                 | Taïga              | Ministère de l'élevage, des pêches et des industries animales |
| 2004—2011            | Aboubakar Sarky    | Ministère de l'élevage, des pêches et des industries animales |
| juillet 1984—2004    | Hamadjoda Adjoudji | Ministère de l'élevage, des pêches et des industries animales |
| février—juillet 1984 | Tori Limangana     | Ministère de l'élevage, des pêches et des industries animales |
| 1978—1984            | Luc Ayang          | Ministère de l'élevage, des pêches et des industries animales |
| 1975—1978            | Abdoulaye Maikano  | Ministère de l'élevage et des industries animales             |
| 1973—1975            | Sadjo Angokaye     | Ministère de l'élevage et des industries animales             |
| 1972—1973            | Youssoupha Daouda  | Ministère de l'élevage et des industries animales             |
| 1961—1972            | Yadji Abdoulaye    | Ministère de l'élevage                                        |
| 1959—1960            | Pierre Ngayewang   | Ministère de l'élevage                                        |